# SN-2
SN-2 es un compuesto químico que actúa como un "agonista" (es decir, abridor de canales) para el canal de calcio TRPML3, con alta selectividad para TRPML3 y sin actividad significativa en los canales TRPML1 y TRPML2 relacionados. Ha demostrado actividad antiviral en un modelo in vitro.